# Bošnjak
Pour les articles homonymes, voir Bošnjak (homonymie).
Bošnjak (en serbe cyrillique : Бошњак) est un village de Serbie situé dans la municipalité de Petrovac na Mlavi, district de Braničevo. Au recensement de 2011, il comptait 338 habitants.

## Démographie

### Évolution historique de la population
| 1948 | 1953 | 1961 | 1971 | 1981 | 1991 | 2002 | 2011 |
| ---- | ---- | ---- | ---- | ---- | ---- | ---- | ---- |
| 817  | 821  | 798  | 847  | 752  | 696  | 481  | 338  |

|  |